# أبو بكر عباس
أبو بكر عباس (مواليد 17 مايو 1996) عداء مسافات متوسطة بحريني الجنسية نيجيري المولد متخصص في سباقات 400 متر. حقق الميدالية الفضية في سباق 400 متر في دورة الألعاب الآسيوية 2014. حقق أفضل رقم بزمن قدره 45.17 ثانية في هذا الحدث.

## المسيرة الرياضية
ولد في ولاية كانو بنيجيريا. برز على المستوى الوطني بحلوله وصيفا خلف أوروكبي إيرايوكان في سباق 400 متر في مهرجان نيجيريا الوطني للرياضة 2012. بعد أقل من شهر قرر أبو بكر البالغ من العمر ستة عشر عاما الهجرة إلى البحرين واكتساب جنسيتها.
مثل البحرين للمرة الأولى في العام التالي في بطولة العالم للشباب لألعاب القوى 2013. استطاع في التصفيات تحقيق أفضل رقم في سباق 400 متر بزمن قدره 46.85 ثانية. في النهائيات حل ثالثا ولكنه تم استبعاده لاحقا لمخالفته الانطلاق. شارك في سباقي 200 متر و400 متر في بطولة غرب آسيا لألعاب القوى للشباب بعد ثلاثة أشهر.
في بداية الموسم التالي حصل على ميداليتين في البطولة العربية لألعاب القوى للشباب حيث حصل على ذهبية سباق 200 متر وفضية سباق 400 متر خلف علي خميس. في يوليو استطاع تحطيم رقمه القياسي الشخصي في السباقتين في بطولة بلوفديف بزمن قدره 21.25 ثانية و45.93 ثانية على التوالي. في بطولة العالم للناشئين لألعاب القوى 2014 حصل على الميدالية البرونزية في سباق 400 متر على الرغم من البداية البطيئة ليحصل على ليصعد على منصة التتويج العالمية للمرة الأولى في مسيرته الرياضية. انتقل للتنافس مع الكبار في دورة الألعاب الآسيوية 2014 حيث حطم رقمه القياسي الشخصي بزمن قدره 45.61 ثانية ثم 45.17 ثانية على التوالي. في النهائيات تغلب عليه السعودي يوسف مسرحي بفارق ثانية واحدة ليحصد أبو بكر الميدالية الفضية في سن الثامنة عشر. استطاع تحقيق ثاني أسرع زمن في سباق 400 متر للشباب في ذلك العام متخلفا عن بطل العالم ماشيل سيدينيو.

## الأرقام الشخصية
- 200 متر – 21.25 ثانية (2014)
- 400 متر – 45.17 ثانية (2014)

## روابط خارجية
- أبو بكر عباس على موقع الاتحاد الدولي لألعاب القوى (الإنجليزية)
- أبو بكر عباس على موقع الدوري الماسي (الإنجليزية)
- أبو بكر عباس على موقع أوليمبيديا (الإنجليزية)